# ショルス・フェルデレン
ショルス・フェルデレン（Sjors Verdellen, 1981年4月7日 - ）は、オランダ・リンブルフ州テヘレン（現在はフェンローに編入）出身のサッカー選手。現在は無所属。ポジションはディフェンダー。

## 経歴
VVVフェンローのユース出身であり、1999年に同クラブでトップチームデビュー。2009-10シーズン限りでVVVを退団し、ケヴィン・ヴァン・デッセルと共にキプロス・ファーストディビジョンのAPOPキニラス・ペヤスFCへ加入することが報道された。しかしこの移籍は成立せず、2010年8月12日にMVVマーストリヒトと4年契約を交わしたことが発表された。